# Jüdische Astrologie

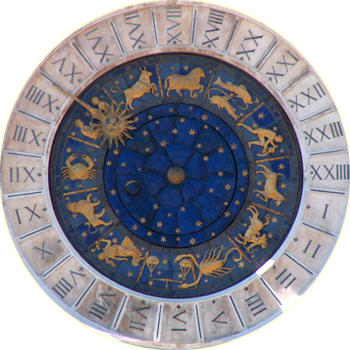
Astrologische Uhr in Venedig

Astrologie im jüdischen Altertum (hebräisch: מזלות, romanisiert: mazzalot) ist der Glaube, dass Himmelskörper die Angelegenheiten einzelner Menschen und ganzer Nationen auf der Erde beeinflussen können. Dabei geht es um die Erforschung der jeweiligen Energien der Himmelskörper anhand wiederkehrender Muster, die sich stündlich, wöchentlich, monatlich, jährlich oder um mehrere Jahre (Zeitkategorien) ändern. In jeder dieser Zeitkategorien kommt eine der sieben planetaren Sphären, die als die sieben klassischen Planeten bekannt sind: Sonne, Venus, Merkur, Mond, Saturn, Jupiter oder Mars, zusammen mit der aktuellen Tierkreis-Konstellation des Monats, ins Spiel und beeinflussen die sublunare Welt. Manchmal handelt es sich um eine komplexe Kombination mehrerer dieser Faktoren, die zusammenwirken. Im Judentum wird dieser Glaube durch die biblische Aussage ausgedrückt: „Kennst du die Gesetze des Himmels/ Oder erzwingst du seine Autorität auf Erden?“ (Hiob 38:33), aus dieser Aussage schlossen die Weisen Israels: „Es gibt kein einziges Kraut darunter ohne seinen entsprechenden Stern darüber, der darauf schlägt und ihm befiehlt, zu wachsen.“
Ergänzend zu den Aufzeichnungen vergangener Zivilisationen hat das Korpus der jüdischen Literatur viele der aufschlussreichen Einzelheiten über die entscheidenden Faktoren bewahrt, die bei der Erstellung astrologischer Vorhersagen eine Rolle spielen, obwohl die Astrologie im Sinne der modernen Wissenschaft als Pseudowissenschaft verstanden wird.

## Rabbinische Glaubenssätze
Ein berühmtes Meme, das die Bedeutung unterstreicht, mit der das Judentum die Einflüsse des Horoskops betrachtet, findet sich in der Idra des Sohar:
Alles hängt von Mazzal (astralen Einflüssen) ab, sogar die Thorarolle in der Arche. (הַכֹּל תָּלוּי בְּמַזָּל, וַאֲפִילּוּ סֵפֶר תּוֹרָה בָּהֵיכָל)
Im babylonischen Talmud wird unter den Weisen Israels eine Kontroverse darüber dargelegt, ob die Tierkreiszeichen das Schicksal eines Menschen beeinflussen. Die unterstützenden Meinungen stammen von Jehoshua ben Levi, der die Menschentypen nach den verschiedenen Tierkreiszeichen auflistet, und von Chanina bar Chama, der glaubt, dass die astrologischen Sternbilder (Mazzal) einen Menschen weise und sogar reich machen können. Andererseits vertrat Jochanan bar Nappacha die Ansicht, dass „Israel nicht an die Auswirkungen der sich ändernden Horoskope gebunden ist.“ Er versuchte, den Beweis aus einem Vers des Propheten Jeremia zu ziehen: „Lernt nicht den Weg der Heiden und erschreckt nicht vor den Zeichen des Himmels, auch wenn die Heiden sich vor ihnen fürchten!“

Mosaik mit Tierkreiszeichen in der Synagoge in Beth Alpha, Israel aus dem 6. Jahrhundert.

Die Meinungen von Abba Arikha, Samuel von Nehardea und Rabbi Akiva scheinen jedoch die angewandte Astrologie zu unterstützen, auch wenn das Volk Israel nicht an die Einflüsse der Sternbilder gebunden ist. Andere Rabbiner rühmen ihr Wissen über die angewandte Astrologie. Samuel von Nehardea sagte: „Ich kenne die Pfade des Himmels wie die Pfade von Nehardea, mit Ausnahme des Kometen, über den ich nichts weiß.“
Rabbi Shimon ben Pazi sagte im Namen des Rabbi Jehoshua ben Levi im Namen Bar Qapparas: Über denjenigen, der die Sonnenwenden und den Planetenlauf zu berechnen versteht und dies nicht tut, spricht die Schrift: aber was der Herr tut, beachten sie nicht, / was seine Hände vollbringen, sehen sie nicht. (Jesaja 5,12).
An mehreren Stellen im Talmud heißt es, dass jeder Mensch einen Himmelskörper (Mazzal) hat, d. h. einen bestimmten Stern, der von Empfängnis und von Geburt an sein Schutzherr ist (Shabbat 53b; Bava qama 2b) und der Dinge wahrnimmt, die ihm selbst unbekannt sind (Megillah 3a; Sanhedrin 94a). Zwei Menschen, die unter demselben Stern geboren wurden, sollen ebenfalls eine körperliche und geistige Verwandtschaft haben (Nedarim 39b; Bava Metzia 30b).
Rava sagt: „Lebensdauer, Nachkommenschaft und Lebensunterhalt hängen von den Konstellationen ab.“
Die großen Männer Israels im Mittelalter, nämlich Saadia Gaon, in seinem Kommentar zum Sefer Jetzirah; Solomon ibn Gabirol betrachtete in seinem Werk Keter Malkhut und Abraham bar Chija, ha-Nasi und Abraham ibn Esra die Astrologie als wahre Weisheit und brachten diesen Glauben sogar in ihren Werken zum Ausdruck. Auch Jehuda ha-Levi erkennt in seinem Hauptwerk, dem Kusari, an, dass die Himmelskörper einen Einfluss auf irdische Angelegenheiten haben, behauptet jedoch nicht, dass die Astrologen die Fähigkeit haben, die Wirkungsweise der Sternensysteme auf Menschen und andere Lebewesen in der irdischen Welt zu bestimmen.
Maimonides, der im späten 12. Jahrhundert lebte, ging mit einem kritischeren Ansatz an das Thema Astrologie heran und kam zu dem Schluss, dass der Mensch überhaupt nicht in der Lage sei, durch die Beobachtung der Himmelskörper Zukunftsvorhersagen zu treffen, insbesondere wenn dieselben astrologischen Formeln fehlerhaft seien. Daher stellte er die Praxis ganz ein. Unter den frühen Rabbinern war Maimonides der einzige rabbinische Gegner solcher Praktiken. Einer seiner Zeitgenossen und Disputanten, Abraham ben David, behauptet in seinen Glossen zur Mischne Tora des Maimonides (Hil. Teschuwa 5:5) den Einfluss der Sterne auf das Schicksal, gleichzeitig erkennt er aber an, dass der Mensch diesen Einfluss durch den Glauben an Gott überwinden könne.
Mosche Chaim Luzzatto spricht im Zeitalter der Aufklärung in seinem Buch Derech Hashem (II, Kapitel 7 – Der Einfluss der Sterne) über den Einfluss der Sterne, obwohl er sein Wissen über das Okkulte nie dazu genutzt hat, Zukunftsaussichten vorherzusagen.

## Verbot des Götzendienstes
Die Rabbiner unterschieden zwischen der Erlangung okkulten Wissens über den Einfluss der Sterne auf den Menschen (was erlaubt ist) und der tatsächlichen Verehrung der Sterne (was verboten ist), eine Ansicht, die auch in der Heiligen Schrift vertreten wird; [die Sterne, das ganze Heer des Himmels] (5. Mose 4,19), die der Herr, dein Gott, zugewiesen hat allen Völkern unter dem ganzen Himmel, das heißt die Sterne, die Gott dazu bestimmt hat, seine Geschöpfe zu regieren, und nicht die Gegenstände der menschlichen Anbetung. 

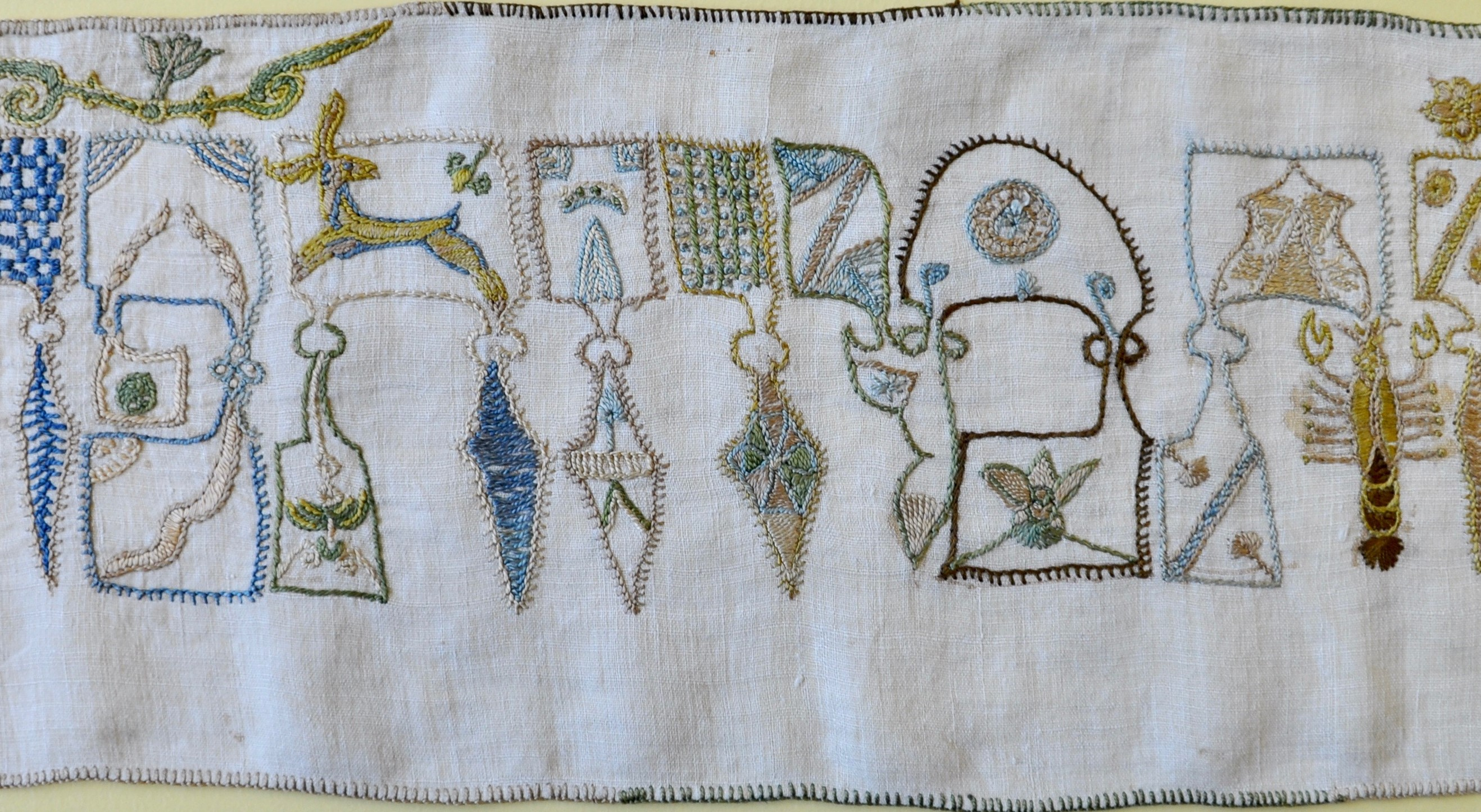
Lengnau-Wimpel von 1726 mit einem fein gestickten Skorpion, in der Sammlung des Jüdischen Museums der Schweiz.

Der Midrasch HaGadol (zu Deuteronomium 4:19) verdeutlicht, was mit „[Und hüte dich] gemeint ist, dass du deine Augen nicht zum Himmel erhebst usw.“ Daraus wird abgeleitet, dass man nicht sagen soll: „Da diese Sterne und Sternbilder die Welt regieren, das gesamte Universum mit Licht versorgen und vor ihrem Schöpfer in der Höhe dienen, ist es angemessen, dass wir ihnen dienen und uns vor ihnen verneigen, so wie der König wollte, dass sich alle Menschen gegenüber seinen Dienern und Ministern respektvoll verhalten.“ Darum heißt es: „Damit du deinen Blick nicht zum Himmel erhebst, hüte dich davor, auf diese Weise zu irren, wegen dem, was geschrieben steht, das der Herr, dein Gott, allen Völkern zugeteilt hat.“ Sie (d. h. die astrologischen Horoskope) wurden in die Hände der Nationen gegeben, damit sie [dadurch] leben und ihre Wesen [dadurch] erhalten werden können, [ohne] Verluste zu erleiden, wie es in der Welt Brauch ist. Aber du (d. h. die Nation Israel) bist mir ausgeliefert, und ich verhalte mich dir gegenüber nicht so, wie es in der ganzen Welt üblich ist, wie es heißt: „Aber der Herr hat dich genommen“ (Deuteronomium 4:20). Ebenso sagt er: „Lerne nicht den Weg der Nationen und erschrecke nicht vor den Zeichen des Himmels; denn die Heiden sind darüber bestürzt (Jer 10,2). Die Nationen der Welt sind davon beunruhigt, aber Israel ist nicht davon beunruhigt.“
Ein ähnliches Thema findet sich in anderer rabbinischer Literatur über Abraham, den Patriarchen, der, obwohl er in den astrologischen Wissenschaften weise war und dadurch erkannte, dass er keine Kinder zeugen würde, von Gott zurechtgewiesen wurde, der zu ihm sagte: „Breche aus deinen astrologischen Spekulationen aus, denn [das Volk] Israel ist nicht an die Einflüsse des Horoskops gebunden.“ Hierdurch lernte Raschi, dass sie durch Gebete, Reue und verdienstvolle Taten (manchmal auch durch Namensänderung) das, was für sie bestimmt ist, verändern können.
Dem Volk Israel ist es nach jüdischem Recht verboten, Astrologen und Sterngucker um Rat zu bitten, es wird jedoch dazu aufgefordert, in seiner Ehrfurcht vor Gott vollkommen zu sein und ihn um Führung zu befragen, selbst wenn ihnen Astrologen sagen, was passieren könnte.

## Astrale Einflüsse und deren Bestimmung
Der Tag ist in 12 gleiche Stunden unterteilt. Die Nacht ist ebenfalls in 12 gleiche Stunden unterteilt. In beiden Fällen wird die zur Messung der Stunde verwendete Konfigurationsmethode als relative Stunde bezeichnet. Um die Länge jeder relativen Stunde zu bestimmen, muss man lediglich zwei Variablen kennen: (a) die genaue Zeit des Sonnenaufgangs und (b) die genaue Zeit des Sonnenuntergangs. Obwohl man in der talmudischen Literatur damit beginnt, den Beginn eines Tages etwa 72 Minuten vor Sonnenaufgang zu berechnen und jeder Tag 13½ Minuten nach bereits untergegangener Sonne endet, war es hier bei astrologischen Berechnungen nur erforderlich, den Tag vom Zeitpunkt des Sonnenaufgangs an zu berechnen. Raschi spielt jedoch auf den Tag an, der im Morgengrauen beginnt (עמוד השחר‎). Indem man die Gesamtzahl der Minuten an einem bestimmten Tag (von den Tageslichtstunden) erfasst und die Gesamtzahl der Minuten durch 12 dividiert, erhält man als Quotient die Anzahl der Minuten pro Stunde. In den Sommermonaten, wenn die Tage lang sind, kann die Länge jeder Stunde tagsüber bis zu 77 Minuten oder mehr betragen, während die Länge jeder Stunde nachts weniger als 42 Minuten betragen kann.
Jeder Stunde des Tages und der Nacht ist einer der sieben Planeten oder Sphären zugeordnet, wobei derselbe Planet während dieser Stunde die Welt regiert. Die Namen dieser Planeten sind: Saturn (schabtai), Venus (noga), Jupiter (tzedek), Merkur (kochaw), Mars (ma'adim), Mond (levana) und die Sonne (cḥama). [Anmerkung: Die Menschen der Antike gingen davon aus, dass es nur sieben Primärplaneten gab. Auch der Mond zählte dazu, obwohl er eher ein Satellit als ein Planet war; auch die Sonne, die kein Planet, sondern ein Stern ist, zählte dazu. Die Erde wurde nicht dazu gezählt, da sie für alle anderen von zentraler Bedeutung war. Uranus, Neptun und Pluto sowie die anderen kürzlich entdeckten Planeten und Satelliten waren den Menschen der Antike nicht bekannt und gelten daher für den Rest als trivial]. Der Stern oder Planet, der die erste Tagesstunde eines bestimmten Wochentags oder die erste Nachtstunde einer bestimmten Wochennacht beginnt, ist derselbe Stern oder Planet, der im Großen und Ganzen den gesamten Tag oder die ganze Nacht regiert.
| Nummer | Mondmonat | Sternzeichen (Hebräisch) | Sternzeichen (Lateinisch)  | Anzahl der Tage | Zusammensetzung              |
| ------ | --------- | ------------------------ | -------------------------- | --------------- | ---------------------------- |
| 1      | Nisan     | טלה‎, (ṭaleh)             | Widder (Element: Feuer)    | 30 Tage         | Von 13 Sternen repräsentiert |
| 2      | Ijjar     | שור‎, (schor)             | Stier (Element: Erde)      | 29 Tage         | Von 33 Sternen repräsentiert |
| 3      | Sivan     | תאומים‎, (te’umim)        | Zwillinge (Element: Wind)  | 30 Tage         | Von 18 Sternen repräsentiert |
| 4      | Tammus    | סרטן‎, (sarṭan)           | Krebs (Element: Wasser)    | 29 Tage         | Von 9 Sternen repräsentiert  |
| 5      | Aw        | אריה‎, (arijeh)           | Löwe (Element: Feuer)      | 30 Tage         | Von 60 Sternen repräsentiert |
| 6      | Elul      | בתולה‎, (betulah)         | Jungfrau (Element: Erde)   | 29 Tage         | Von 25 Sternen repräsentiert |
| 7      | Tischri   | מאזנים‎, (ma’aznim)       | Waage (Element: Wind)      | 30 Tage         | Von 8 Sternen repräsentiert  |
| 8      | Cheschwan | עקרב‎, (aḳraw)            | Skorpion (Element: Wasser) | 29 Tage         | Von 21 Sternen repräsentiert |
| 9      | Kislew    | קשת‎, (ḳeschet)           | Schütze (Element: Feuer)   | 30 Tage         | Von 31 Sternen repräsentiert |
| 10     | Tevet     | גדי‎, (ğedi)              | Steinbock (Element: Erde)  | 29 Tage         | Von 28 Sternen repräsentiert |
| 11     | Schevat   | דלי‎, (deli)              | Wassermann (Element: Wind) | 30 Tage         | Von 42 Sternen repräsentiert |
| 12     | Adar      | דגים‎, (dagim)            | Fische (Element: Wasser)   | 29 Tage         | Von 34 Sternen repräsentiert |

Einige Gelehrte gehen davon aus, dass die Beobachtung und Berechnung der Bewegungen der 12 Sternbilder aus der hellenistischen Kultur übernommen wurden, nachdem sie zunächst von Einflüssen befreit wurden, die als götzendienerisch galten.
Dementsprechend glaubte man, dass Gott bestimmte, dass jeder der sieben Planeten den zwölf Sternbildern des Tierkreises untergeordnet sei und mit ihnen zusammenarbeite. Beispielsweise sei die Sonne direkt den Einflüssen unterworfen, die von der Konstellation Löwe ausgehen, während der Mond den Einflüssen unterlegen sei, die von der Konstellation Krebs ausgehen. Mars sei den Einflüssen unterworfen, die von zwei Konstellationen ausgehen, nämlich Widder und Skorpion. Auch der Planet Venus sei den Einflüssen unterlegen, die von zwei Konstellationen ausgehen. Stier und Waage. Auch der Planet Merkur ist zwei Konstellationen unterworfen und bezieht seine Einflüsse aus ihnen, nämlich dem der Zwillinge und der Jungfrau. Der Planet Saturn ist zwei Konstellationen unterlegen, denen des Steinbocks und des Wassermanns, von denen er seine Einflüsse bezieht. Schließlich ist der Planet Jupiter unmittelbar den Einflüssen untergeordnet, die von Schütze und Fische ausgehen.
Wöchentliche Pflichten (nachts): Jeder der sieben Planeten regiert abwechselnd einen Tag der Woche, wobei alle Planeten am selben Tag aktiv daran beteiligt sind und zusammenarbeiten, Stunde für Stunde, Tag für Tag, Nacht für Nacht, usw., dass am Abend, der am Sonntag beginnt (d. h. Samstagnacht), die Nacht von Merkur (kochaw) regiert wird, der in der ersten Stunde der Nacht seinen Dienst beginnt, gefolgt von allen anderen Planeten nacheinander. Am Abend, der am Montag beginnt (d. h. Sonntagnacht), wird die Nacht von Jupiter (Tzedek) regiert, der in der ersten Stunde der Nacht seinen Dienst antritt, gefolgt von allen anderen Planeten nacheinander. Und so ist es die ganze Woche über: Der Abend, der am Dienstag (d. h. Montagnacht) beginnt, wird von Venus (Noga) beherrscht; der Abend, der am Mittwoch beginnt (d. h. Dienstagnacht), wird von Saturn (Schabtai) regiert; der Abend, der am Donnerstag beginnt (d. h. Mittwochnacht), wird von der Sonne (Cḥama) regiert; der Abend, der am Freitag beginnt (d. h. die Nacht zum Donnerstag) wird vom Mond (Levana) bestimmt; der Abend, der am Samstag (d. h. die Nacht zum Freitag) beginnt, wird vom Mars (Ma'adim) bestimmt. Die zur Bezeichnung dieser Reihenfolge verwendete Gedächtnisstütze lautet כצנ"ש חל"ם‎.
Stündliche Aufgaben: Da jeder Planet in der 12-Stunden-Nacht seinen Dienst antritt, ist die Reihenfolge bei der stündlichen Rotation wie folgt: Wenn Merkur (Kochaw) die 1. Stunde der Nacht beendet, gesellt sich der Mond (Levana) hinzu, der die 2. Nachtstunde einnimmt, gefolgt von Saturn (Schabtai), der die 3. Nachtstunde einnimmt, gefolgt von Jupiter (Tzedek), der die 4. Nachtstunde einnimmt, gefolgt von Mars (Ma'adim), der die 5. Stunde der Nacht einnimmt, gefolgt von der Sonne (Cḥamah), deren Einfluss die 6. Stunde der Nacht einnimmt, gefolgt von Venus (Noga), die die 7. Stunde der Nacht einnimmt, und in dieser Reihenfolge wird für jede der sieben Nächte wiederholt, bis die 12-Stunden-Nacht zu Ende ist. Diese stündliche Rotation wird durch die Eselsbrücke כל"ש צמח"ן‎ bezeichnet. Es wurde als entscheidend angesehen, ihre Rotation auf diese Weise stündlich festzulegen, um den Charakter des Kindes zu bestimmen, das zu einer bestimmten Nachtstunde auf der Grundlage des „Mazzal“ (astrologischer Einfluss) der Stunde geboren wird gemäß dem von Rabbi Hanina dargelegten Grundsatz: „Nicht die Konstellation des Tages, sondern die der Stunde ist der bestimmende Einfluss.“
Wöchentliche Aufgaben (bei Tag): Wie in der Nacht hat auch jeder der 12-Stunden-Wochentage eine festgelegte Reihenfolge, während jeder der sieben Planeten zu seiner jeweiligen Stunde rotiert und dient. Allerdings ist der Planet, der in der ersten Stunde der Nacht zu dienen begann, nicht derselbe Planet, der in der ersten Stunde des Tages begann. An Wochentagen beginnt die erste Stunde des ersten Tages der Woche (Sonntag) mit dem Einfluss der Sonne (daher: Sonntag); die erste Stunde des zweiten Wochentages (Montag) beginnt mit den Einflüssen des Mondes (daher: Montag); die erste Stunde des dritten Tages der Woche (Dienstag) mit Mars und die erste Stunde des vierten Tages der Woche (Mittwoch) mit Merkur, während die erste Stunde des fünften Tages der Woche (Donnerstag) mit Jupiter, und die erste Stunde des sechsten Tages der Woche (Freitag) mit Venus und schließlich die erste Stunde des siebten Tages der Woche (Samstag) mit Saturn. Die zur Bezeichnung dieser Reihenfolge verwendete Gedächtnisstütze lautet חל"ם כצנ"ש‎.
Stündliche Aufgaben: Wenn die Sonne am Sonntag die erste Stunde des Tages beendet hat, gesellt sich ihr die Venus, die am Sonntag die zweite Stunde des Tages einnimmt, gefolgt von Merkur, der am Sonntag die dritte Stunde des Tages einnimmt, gefolgt vom Mond, dessen Einfluss am Sonntag die vierte Stunde des Tages einnimmt, gefolgt von Saturn, der am Sonntag die fünfte Stunde des Tages einnimmt, gefolgt von Jupiter, der am Sonntag die sechste Stunde des Tages einnimmt, gefolgt von Mars, der am Sonntag die siebte Stunde des Tages einnimmt und in dieser Reihenfolge wird es wiederholt, bis der 12-Stunden-Tag zu Ende ist. Auch hier wurde die Festlegung ihres stundenweisen Wechsels als entscheidend angesehen, um den Charakter des Kindes zu bestimmen, das zu einer bestimmten Tageszeit geboren wird. Die Eselsbrücke der Weisen Israels zur Erinnerung an ihre Rotationsreihenfolge ist שצ"ם חנכ"ל = ShaTzaM ḤaNKaL (shabtai [= Saturn] → tzedek [= Jupiter] → ma'adim [= Mars] → cḥamah [= Sonne] → nogah [= Venus] → kochaw [= Merkur] → levanah [= Mond]).
Obwohl jeder der sieben Planeten stündlich rotiert, sei es am Tag oder in der Nacht, gilt nur der Planet oder das Gestirn, das in der ersten Stunde, sei es am Tag oder in der Nacht, zu dienen begann, als Hauptplanet und Meister des gesamten Tages (wenn er seinen Dienst in der ersten Stunde des Tages begann), oder als Hauptplanet und Meister der gesamten Nacht (wenn er seinen Dienst in der ersten Stunde der Nacht begann). Die Teilnahme aller anderen Planeten am selben Tag oder in derselben Nacht hat keinen Einfluss auf die Tatsache, dass der Mazzal (= astrale Einflüsse) für diesen Tag, oder was Mazzal Yom genannt wird, zu dem Planeten gehört, der in der ersten Stunde des Tages oder in der ersten Stunde der Nacht zu dienen begann, während die anderen Planeten nur mit ihrer spezifischen Stunde oder dem, was mazzal sha'ah genannt wird, zu tun haben.
Da der Mond seinen Dienst in der ersten Stunde eines jeden Montagmorgens und der Jupiter seinen Dienst in der ersten Stunde eines jeden Donnerstagmorgens beginnt, und da beide Planeten als Planeten mit guten Einflüssen gelten, folgt daraus, dass der Montag und der Donnerstag im jüdischen Kalender als glückverheißende Tage gelten.

## Energien, die von den sieben klassischen Planeten ausgehen
| Nummer | Klassischer Planet | Hebräischer Name | Klima (Haupteinflussbereich) | Geburtseigenschaften (für diejenigen, die unter seinem Stern geboren wurden) | Einfluss auf die Außenwelt |
| ------ | ------------------ | ---------------- | ---------------------------- | --- | --- |
| 1      | Mond               | לבנה‎, (lewana)   | 7. Klima                     | Stumpfsinnig; Mangel an Verständnis. Neigt dazu, in den Augen anderer Gunst und Liebe zu finden oder anderen dasselbe zu zeigen. Kann Krankheiten geduldig ertragen; erbaut und reißt ein und umgekehrt.                                                                                          | Kälte und Feuchtigkeit unterliegen seinem Einfluss. Seine Kraft besteht darin, mit seinem Licht auf Bäume und Pflanzen einzuwirken; Flutwellen des Meeres, die durch das Abnehmen und Zunehmen des Mondes gesteuert werden; bewahrt die Feuchtigkeit in Pflanzen und Tieren gegen Ende der Mondphase, während dieser Zeit sind Frauen am besten in der Lage, schwanger zu werden. |
| 2      | Merkur             | כוכב, (kochaw)   | 6. Klima                     | Diejenigen, die unter diesem Stern geboren sind, verfügen über pädagogische Fähigkeiten und einen analytischen Verstand, der für die Ausübung besonderer Fähigkeiten und künstlerischer Talente erforderlich ist. Eine starke Neigung zu Weisheit, Besonnenheit und gutem Verständnis.            | Weckt in der Welt Streit, Auseinandersetzungen und Feindseligkeiten sowie Klatsch und Tratsch, gibt aber auch die Kraft, tugendhaft zu handeln und Wohlstand und Reichtümer sowie Vorräte anzuhäufen. Seine Einflüsse wirken sowohl gut als auch schlecht. |
| 3      | Venus              | נוגה‎, (nogah)    | 5. Klima                     | Die unter diesem Stern Geborenen werden ein schönes Aussehen haben, bei anderen Anklang finden und eine anmutige Redeweise haben. Sie sind stark von Verlangen, Glück und Freude motiviert. | Kälte steht unter ihrem Einfluss. Erweckt in der Welt Ruhe und Gelassenheit, Glück und Jubel, Lobgesänge und freudige Lieder sowie die Fröhlichkeit, die mit Hochzeiten verbunden ist, und verbindet dabei alle fruchtbaren Produkte und die andere Flora, wobei seine Einflüsse äußerst gut sind.                                                                                |
| 4      | Sonne              | חמה‎, (cḥamah)    | 4. Klima                     | Jene Personen, die unter diesem Stern geboren werden, werden ein höheres Maß an Tugend erreichen als ihre Vorfahren. Diejenigen, die unter seinem Einfluss geboren sind, haben eine Neigung, nach Größe, persönlicher Erweiterung und stolzer Arroganz zu streben.                                | Erneuert Wunder in der Welt, sei es für Überfluss oder für Entbehrungen; ob für Frieden oder für Krieg; Gelegentlich arbeiten sie daran, Königreiche zu stürzen und abzusetzen, während sie zu anderen Zeiten daran arbeiten, [andere] zu errichten und wieder aufzubauen. |
| 5      | Mars               | מאדים‎, (ma’adim) | 3. Klima                     | Wer unter diesem Stern geboren ist, wird mutig sein. Diebstahl, Neid und Hass sind Charakterzüge derjenigen, die unter seinem Einfluss geboren wurden. | Hitze und Trockenheit stehen unter seinem Einfluss. Erwacht in den Weltkriegen, Morden und Verwüstungen sowie einer Vielzahl anderer Probleme; das Niederbrennen von Städten und Blutvergießen. Seine Einflüsse sind schlecht und schädlich, als wollten sie die [unerwünschten] Dornen aus den Weinbergen entfernen.                                                             |
| 6      | Jupiter            | צדק‎, (tzedek)    | 2. Klima                     | Diejenigen, die unter seinem Einfluss geboren wurden, werden mit Fruchtbarkeit (Fortpflanzung), Güte, Gerechtigkeit in Verbindung gebracht, besänftigen das Unvermeidliche und stärken die Gerechtigkeit. Die unter diesem Stern geborenen Menschen werden sowohl besonnen als auch weise werden. | Erweckt in der Welt Hitze und Feuchtigkeit. Sorgt für Redlichkeit und Reue, Wohlwollen und Liebe sowie jede gute Tugend, indem er Kriegen, Feindseligkeiten und Konflikten ein Ende setzt und die Vermehrung der Früchte der Erde ermöglicht. Seine Einflüsse sind äußerst gut.                                                                                                   |
| 7      | Saturn             | שבתי‎, (schabtai) | 1. Klima                     | Erfolglos; mit Scheitern verbunden. Wer unter seinem Einfluss geboren wurde, neigt dazu, Böses zu tun, sei es Selbstmord oder Mord, und Feindschaft und Hass zu verbreiten. | Kälte und Trockenheit stehen unter seinem Einfluss. Erweckt Kriege und Gefangenschaft, Plünderungen und Hungersnöte, während er gleichzeitig Länder zerstört und schnell Königreiche entwurzelt, sofern seine Einflüsse schlecht sind und Schaden anrichten, als würde er den Bösen der Erde ein Ende bereiten.                                                                   |

## Sonstige berücksichtigte Faktoren
Um die Zeit, in der sich jeder der klassischen Planeten in seinem jeweiligen Dienst befindet, pro Stunde genau zu bestimmen, muss man entweder Zugang zu einem gedruckten Lunarkalender haben, der die jüdischen Monate zeigt, und den genauen Startpunkt für jeden Tag und jede Nacht kennen oder man muss mit den sich ständig ändernden Aspekten der jüdischen Monate vertraut sein, da sich die planetarischen Einflüsse mit der Konjunktion des Mondes mit der Sonne ändern, die auch als Neumond bekannt ist (der alle 29 Tage, 12 Stunden und 793 Teile einer Stunde auftritt). Zudem auch mit der Interkalation des Mondmonats während eines jüdischen Schaltjahres (siebenmal in einem Zeitraum von 19 Jahren), wenn der Mondmonat Nisan und seine Einflüsse aufgrund eines zusätzlichen Mondmonats Adar um einen Monat verschoben werden. Mehrere Online-Websites bieten Umrechnungstabellen zur Umrechnung eines bekannten Datums im gregorianischen Kalender mit dem entsprechenden Wochentag, Tag und Monat im hebräischen Kalender an.

## Ereignisse, die den Einflüssen der Sternbilder zugeschrieben werden
- Im jüdischen Denken ist die Zerstörung sowohl des Ersten als auch des Zweiten Tempels, die im Mondmonat Aw stattfand, mit den astrologischen Einflüssen des Löwen (arije) verbunden, die allgemein als schlecht angesehen werden.[55][56] Aus diesem Grund gebraucht das jüdische Volk häufig das rabbinische Sprichwort „Wenn Aw hereinbricht, schwindet das Glück“ (hebräisch: משנכנס אב ממעטין בשמחה).[57] Der Monat ist durch den Fastentag des Neunten Aw (Tischa B'Aw) gekennzeichnet. Während desselben Mondmonats und seiner astralen Einflüsse erlebte die jüdische Bevölkerung von Betar im 2. Jahrhundert n. Chr. ihre Zerstörung unter Kaiser Hadrian.[57]
- König Edward I. von England erließ sein Dekret (Edikt der Vertreibung) am 18. Juli 1290 n. Chr. (ein Datum, das dem 9. Tag des Mondmonats Aw entsprach, als die Einflüsse des Monats unter dem Zeichen des Tierkreis-Löwen standen), welches besagte, dass alle Juden in seinem Königreich aus dem Land vertrieben und alle, die über den November desselben Jahres hinaus im Land blieben, hingerichtet würden.[58]
- Der Ausbruch des Ersten Weltkriegs begann am 28. Juli 1914 (ein Datum, das dem 5. Tag des Mondmonats Aw entspricht, als die Einflüsse des Monats im Sternzeichen Löwe standen); das Österreichisch-Ungarische Reich erklärte daraufhin Serbien den Krieg. Am 7. Tag des Mondmonats Aw trat Russland in den Krieg ein. Am 9. Tag des Mondmonats Aw trat Deutschland in den Krieg ein.[59][60]

## Kabbala
Der Kabbalist und Rabbiner Chaim ben Joseph Vital erklärte die sieben klassischen Planeten in einem eher konzeptionellen und esoterischen Sinne. Während er zehn Sphären (Reiche) (hebräisch: גלגלים) von der höchsten zur niedrigsten ordnete, beschrieb er, dass die neunte Sphäre nichts enthalte und die Anwesenheit eines Sterns ablehne.[61] Was die achte Sphäre (hebräisch: גלגל השמיני) betrifft, stellte er fest, dass alle Sterne des Universums mit den 12 Sternbildern des Tierkreises darin enthalten sind und sich unterhalb der neunten Sphäre befinden, während jeder der sieben klassischen Planeten einen Raum oder Bereich unter ihnen einnimmt: In der siebten Sphäre gibt es nur einen Planeten, Saturn (schabtai), in der sechsten Sphäre nur einen Planeten, Jupiter (tzedek), in der fünften Sphäre nur einen Planeten, Mars (ma'adim), in der vierten Sphäre nur einen Stern, die Sonne (cḥamah), in der dritten Sphäre nur einen Planeten, die Venus (nogah), in der zweiten Sphäre nur einen Planeten, Merkur, und in der ersten Sphäre nur den Mond (levana).[61] Chaim Vital spricht nicht über ihre physische Entfernung im Verhältnis zur Erde, da der Planet Venus neben dem Mond (einem Satelliten) der physisch am nächsten zur Erde liegende Planet ist. Vielmehr drückt sich alles in relativen spirituellen Distanzen aufgrund ihres Rangs aus.
Als Chaim Vital über ihre relativen Einflüsse sprach, schrieb er: „In den Büchern über die Wissenschaft der Astrologie wurde bereits erklärt, dass alle wechselnden Ereignisse, die stattfinden und in der Welt neu auftauchen, mit der Begegnung eines der sieben Planeten in der Nähe eines bestimmten Sterns (hebräisch: זל) der zwölf astrologischen Konstellationen (hebräisch: מזלות) übereinstimmen, die sich in der Achten Sphäre befinden, oder mit der Begegnung einiger jener Planeten übereinstimmen, die zu den Sieben gehören, wenn sie zusammen an einem Ort gefunden werden. Darüber hinaus wird jede Begegnung der Sieben Planeten mit den anderen [himmlischen] Formen, die im [großen] offenen Raum der Achten Sphäre[h] zu finden sind, dazu führen, einen kleinen Teil der Anweisungen hervorzurufen [dahin verbannt], um aufzusteigen, wenn auch nicht mit der gleichen Kraft wie an der Stelle dieser zwölf astrologischen Konstellationen, die synchron mit der achten Sphäre sind.“
Eine der geheimnisvolleren und mystischeren Schriften zu diesem Thema, Sefer Jetzira „Buch der Schöpfung“, ein Buch, das versucht, die Verbindung zwischen allen Dingen aufzuzeigen, besagt, dass Gott die klassischen Planeten mithilfe von sieben hebräischen Buchstaben erschaffen hat, die בג"ד כפר"ת lauten (die einzigen doppelt klingenden Konsonanten des hebräischen Alphabets) und dass die 12 Sternbilder des Tierkreises ebenfalls durch 12 gewöhnliche hebräische Buchstaben geschaffen wurden. Der Autor dieses Werkes benennt, ohne die Einflüsse der Horoskope preiszugeben, einfach die Dinge, die durch die Buchstaben geschaffen wurden, und nennt auch die Wochentage, sieben Wortgruppen und ihre Gegensätze (Leben und Tod; Frieden und Krieg; Weisheit und Torheit; Fruchtbarkeit und Einöde; Schönheit und Hässlichkeit; Herrschaft und Knechtschaft). Laut Jehuda ha-Levi sind die sieben Planeten und die 12 Sternbilder sowie die verschiedenen anderen im Buch erwähnten Beispiele die Mittel, mit denen der Mensch die Einheit und Allmacht Gottes verstehen kann, die einerseits vielfältig und andererseits einheitlich sind.

## Fatalismus
Während im jüdischen Denken allgemein anerkannt wird, dass Astrologie bedeutet, dass „jedes Geschehen im Zusammenhang mit dem Menschen, ob klein oder groß, vom gesegneten Schöpfer in die Macht der Sterne übergeben wurde“, ermöglicht sie dennoch Selbstbestimmung und den freien Willen des Individuums, was seine Entscheidung für richtig und falsch betrifft, ungeachtet des Schicksals, das andere Lebensbereiche des Menschen bestimmt. Dies wird durch das rabbinische Sprichwort ausgedrückt: "Alles ist vom Himmel bestimmt, mit Ausnahme der eigenen Furcht vor dem Himmel", was bedeutet, dass alles im Leben eines Menschen von Gott vorherbestimmt ist – außer der Entscheidung dieses Menschen, entweder gut oder böse zu sein; gerecht oder niederträchtig, was ganz seinem freien Willen überlassen bleibt. Nach diesem Prinzip, wie es der rabbinische Gelehrte Menachem Meiri aus dem 13. Jahrhundert formulierte, hat ein Mann, der unter dem Einfluss des Mars geboren wurde, eine natürliche Neigung, Blut zu vergießen. Wenn er der Sohn eines Königs wäre, der unter demselben Einfluss des Mars geboren wurde, würde er heranwachsen, um Kriege gegen andere Länder zu führen, und wenn er siegreich wäre, würde er den besiegten Feind zur Hinrichtung verurteilen. Dennoch sollte ein gewöhnlicher Mann, der unter solchen Einflüssen geboren wurde, angewiesen werden, den Beruf des rituellen Schlachters, des Viehschlachters oder eines ähnlichen Handwerks (z. B. Mohel) zu ergreifen. Auch bei allen anderen Tierkreiszeichen, die zu einer bestimmten unerwünschten Eigenschaft neigen, ist der Mensch in der Lage, zwischen richtig und falsch und zwischen gut und böse zu wählen.
In manchen Fällen kann eine Person das, was ein Astrologe über ihr Schicksal vorhergesagt hat, einfach durch eine wohltätige Tat ändern. Der Jerusalemer Talmud erzählt eine Geschichte, in der zwei Männer gerettet wurden, indem sie einem hungrigen Mann einen Teil ihres Brotes gaben. In anderen Fällen kann das Schicksal einer Person durch einen Ortswechsel oder durch eine Namensänderung verändert werden.